# Тузла (Стамбул)
Тузла (тур. Tuzla) — район провинции Стамбул (Турция).

## История
В этих местах с древних времён существовало греческое поселение Акритас (др.-греч. Ακρίτας). В 1400 году султан Баязид I присоединил его к Османской империи.
В 1920-х годах в ходе греко-турецкого обмена населением греки покинули эти места, и вместо них здесь поселились турки.